# Smrt u oblacima
Smrt u oblacima (izdan 1935.) je kriminalistički roman "kraljice krimića"s Poirotom i Jappom u glavnim ulogama.

## Radnja
Na putu iz Pariza u Croydon u avionu gdje leti Hercule Poirot, gospođa Giselle je ubijena. Smrt joj je donio ubod. Prvo su mislili da ju je ubila osa, no doznalo se da je ubijena. Hercule Poirot spava za vrijeme leta. On i njegov prijatelj, viši inspektor Japp istražuju ubojstvo. Hercule Poirot saznaje tko je ubojica. Nazočnima (među njima i ubojica i Japp) ispriča kako je došao do ubojice.
Ubojicu vam nećemo otkriti. Knjiga je jako zanimljiva i pročitajte je ako želite znati tko je ubio gospođu Giselle.

## Ekranizacija
Ekraniziran je u četvrtoj sezoni (1992.) TV serije Poirot s Davidom Suchetom u glavnoj ulozi.

## Poveznice
- Smrt u oblacima  Arhivirana inačica izvorne stranice od 14. srpnja 2014. (Wayback Machine) na Agatha-Christie.net, najvećoj domaćoj stranici obožavatelja Agathe Christie